# Georg Volrath von Kröcher

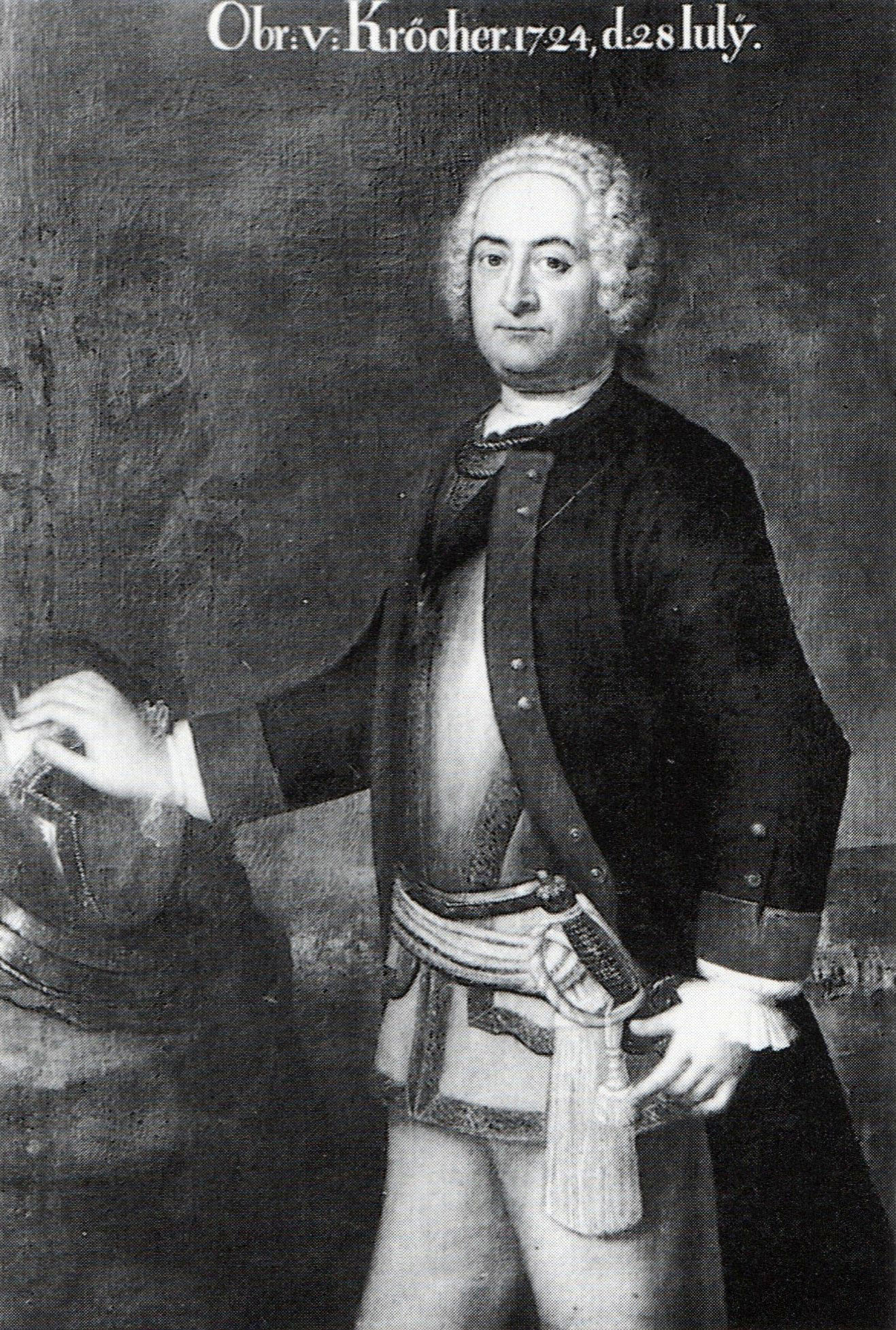
Georg Volrath von Kröcher

Georg Volrath von Kröcher (* 23. April 1678; † 28. Oktober 1748 in Geldern) war ein königlich preußischer Generalleutnant, Amtshauptmann von Stettin und Jasenitz sowie Erbherr auf Lohm und Metzelthin. Zudem war er Gouverneur des Herzogtums Geldern sowie der Festung Geldern und Chef der königlichen Kriegs- und Domainenkommission in Geldern.

## Leben
Er war der Sohn von Melchor Joachim von Kröcher auf Dreetz und Lohm und dessen Frau Maria Elisabeth von Seelstana aus dem Haus Kujow.
Im Jahr 1694 ging er in die brandenburgische Armee und kam zum Infanterie-Regiment Nr. 6. Er war bei den Kämpfen in den Niederlanden dabei und nahm an der Schlachten von Oudenaarde und Malplaquet sowie bei den Belagerungen von Venlo, Roermond, Rheinberg, Bouchain, Ryssel und Bonn teil.
Am 1. Mai 1708 wurde er Hauptmann, am 8. Januar 1712 Major und am 20. Dezember 1715 Oberstleutnant. In diesem Jahr befand er sich bei den Kämpfen um Stralsund. Am 14. April 1717 wurde er zum Generaladjutanten des Königs ernannt.
Am 28. Juli 1728 wurde er Oberst und erhielt am 30. November 1731 das Infanterie-Regiment Nr. 18. Der König ernannte ihn am 15. Juni 1738 zum Generalmajor, Gouverneur von Geldern und Chef der dortigen Kommission, zudem bekam er den Orden De la Générosité. Am 22. Mai 1742 wurde er zum Generalmajor erhoben. Wegen seiner hervorragenden Leistungen hatte er von König Friedrich Wilhelm I. bereits die Amtshauptmannschaften von Stettin und Jasenitz bekommen, von König Friedrich II. bekam er 1740 den Orden Pour le Mérite. Trotz seiner militärischen Kommandos hat er sich auch um seinen ererbten Lehnsbesitz in der Prignitz gekümmert und in Lohm auf seinem Anteilgut Lohm II 1737 ein noch heute stehendes stattlichen barockes Herrenhaus erbaut.
Ein Bild von Kröcher, welches von Friedrich II. persönlich stammen soll, befand sich bis 1945 im Stadtschloss in Potsdam.

## Familie
Er heiratete am 22. Januar 1717 Sophia Charlotte von Winterfeld (* 1695) Tochter von Joachim Detlof von Winterfeld aus dem Haus Neuendorf und dessen Frau Hedwig Elisabeth von Alvensleben. Das Paar hatte folgende Kinder:
- Sophia Wilhelmine (* 15. August 1718; † 23. Oktober 1719)
- Friedrich Wilhelm (* 1721; † 1758), preußischer Offizier
- Maria Dorothea (* 22. Oktober 1722; † 20. Dezember 1722)
- Leopold Alexander (* 1724; † 2. März 1776)
- Elisabeth Eberhardine Christine (* 8. Januar 1730; † nach 1766) ⚭ NN von Billerbeck
- Maria Johanna (* 15. September 1732; † 16. September 1732)
- Sophia Luise († nach 1776) ⚭ Gottlieb Wilhelm von Rhaden
- Sophie Doeothea Wilhelmine († 14. Januar 1791) ⚭ NN von Pieverling († 1776). Major
- Frederike Sophie († nach 1779) ⚭ Franz Ehrentreich von Rathenow
- Hans Siegfried (* 1740; † 21. Februar 1798) ⚭ Ehrengard von Krosigk